# Arnaldo Jabor
Arnaldo Jabor (Rio de Janeiro, 12 de dezembro de 1940 – São Paulo, 15 de fevereiro de 2022) foi um cineasta, roteirista, diretor de cinema e TV, produtor cinematográfico, dramaturgo, crítico, jornalista e escritor brasileiro.

## Biografia
Filho de Salomão Jabor Sobrinho, um oficial da Aeronáutica, e Diva Hess, uma dona de casa, Arnaldo nasceu numa família de classe média. Seu pai descendia por linha paterna de libaneses, mas sua ascendência era bastante diversa, com ancestrais portugueses e alemães. Era ligado por parentesco de afinidade ao crítico literário Agrippino Grieco, cujo filho primogênito Donatello era casado com sua tia paterna Diva Jabor.

Formado no ambiente do Cinema Novo, participou da segunda fase do movimento, que buscava analisar a realidade nacional, inspirando-se no neorrealismo italiano e na nouvelle vague francesa. Seu primeiro longa metragem foi o inovador documentário Opinião Pública (1967), uma espécie de mosaico sobre como o brasileiro olha sua própria realidade.

Arnaldo Jabor, 1972. Arquivo Nacional.

No início dos anos 70, com o recrudescimento da repressão política e da censura, os antigos autores cinemanovistas procuram caminhos metafóricos, alegóricos, para driblar a ação do governo e poder expor suas propostas. Jabor faz o mesmo com Pindorama (1970). Mas aqui o excesso de barroquismo e de radicalismo contra o cinema clássico comprometem a qualidade da obra, como o próprio Jabor admitiria mais tarde.
Seu próximo filme o redime completamente e se converte num dos grandes sucessos de bilheteria do cinema brasileiro: Toda Nudez Será Castigada (1973), adaptado da peça homônima de Nelson Rodrigues, possui um enfoque mais humano, mas ainda assim não poupa implacáveis críticas à hipocrisia da moral burguesa e de seus costumes, na história do envolvimento da prostituta Geni (Darlene Glória, no papel que lhe valeu o Urso de Prata de Melhor Atriz no Festival de Berlim) com o viúvo Herculano (Paulo Porto).
O filme seguinte, dessa vez adaptado de um romance de Nelson, é ainda mais forte nas suas investidas contra as deformidades comportamentais e sexuais da sociedade: O Casamento (1975), último filme da atriz Adriana Prieto, também foi bem recebido por crítica e público e rendeu a atriz Camila Amado o Kikito de ouro de melhor atriz coadjuvante. Com Tudo Bem (1978), inicia a chamada "Trilogia do Apartamento"; talvez seu filme mais célebre, investiga, num tom de forte sátira e ironia, as contradições da sociedade brasileira já vitimada pelo fracasso do milagre econômico, isso no espaço restrito de um apartamento de classe média. A obra ganhou o prêmio de Melhor Filme no Festival de Brasília e proporcionou a Paulo Gracindo e Fernanda Montenegro, entre outros, grandes desempenhos.
A película seguinte se dedica mais a uma análise intimista e sexual: Eu Te Amo (1980), obra que consagrou Paulo César Pereio e Sônia Braga no cinema, concentrando-se nas crises amorosas e existenciais de um homem e uma mulher.
O próximo filme, Eu Sei que Vou Te Amar, com os jovens Fernanda Torres (ganhadora do prêmio de melhor atriz no Festival de Cannes na ocasião) e Thales Pan Chacon na pele de um casal em crise, guarda semelhanças de forma e conteúdo com Eu Te Amo. Ambos os filmes se consagraram como grandes sucessos de bilheteria.
No início da década de 1990, com o fim do fomento estatal para a produção cinematográfica nacional no governo Collor, Jabor foi obrigado a procurar novos rumos e encontrou na imprensa o seu ganha-pão. Estreou como colunista de O Globo no final de 1995 e mais tarde foi para a Rede Globo, atuando como colunista em vários telejornais da casa, como Jornal Nacional, Jornal da Globo, Bom Dia Brasil, Jornal Hoje, Fantástico e também na Rádio CBN, levando para TV e rádio o estilo irônico com que comenta os fatos da atualidade brasileira. Seus dois últimos livros Amor É prosa, Sexo É poesia (Editora Objetiva, 2004) e Pornopolítica (Editora Objetiva, 2006) se tornaram best-sellers instantâneos.
Abordando os mais variados temas (cinema, artes, sexualidade, política nacional e internacional, economia, amor, filosofia, preconceito), suas intervenções "apimentadas" na televisão e em suas colunas lhe renderam admiradores e muitos críticos.
Diversos textos que circulam pela internet são falsamente assinados por Arnaldo Jabor. No dia 3 de novembro de 2009, o próprio autor escreveu uma coluna negando essas autorias e fazendo uma crítica sobre o assunto, reclamando que a era digital não era para ele.  E no jornal O Sul, escreveu na sua coluna "A paranoia está batendo", em 5 de outubro de 2011, que iPhones e outros aparelhos modernos lhe deixam com sentimento de solidão, por escrever para uma pessoa e nem saber onde ela está.
Em 2014, ele foi um dos citados na Lista negra do PT, nome por qual ficou conhecida uma lista de citados em um artigo do então vice-presidente do Partido dos Trabalhadores, Alberto Cantalice, intitulado como "A desmoralização dos pitbulls da grande mídia", em que, além de Madureira, tinha Danilo Gentili, Lobão, Marcelo Madureira, Reinaldo Azevedo, Diogo Mainardi, Guilherme Fiuza e Demétrio Magnoli chamando-os de "elitistas e os acusando de serem contra os pobres e de fomentarem ódio".

## Morte
Jabor veio a falecer no dia 15 de fevereiro de 2022, aos 81 anos de idade, no Hospital Sírio-Libanês, em São Paulo, onde tratava complicações de um acidente vascular cerebral sofrido dois meses antes.

## Filmografia
- 1965 - O Circo (curta-metragem)
- 1967 - A Opinião Pública
- 1970 - Pindorama
- 1973 - Toda Nudez Será Castigada
- 1975 - O Casamento
- 1978 - Tudo Bem
- 1980 - Eu Te Amo
- 1986 - Eu Sei que Vou Te Amar
- 1990 - Carnaval (curta-metragem)
- 2010 - A Suprema Felicidade

## Prêmios e nomeações
- Ganhou o Urso de Prata, no Festival de Berlim, por Toda Nudez Será Castigada (1973).
- Ganhou o Kikito de Ouro de Melhor Filme, no Festival de Gramado, por Toda Nudez Será Castigada (1973).
- Ganhou o Prêmio Especial do Júri, no Festival de Gramado, por O Casamento (1975).
- Ganhou o Candango de Melhor Filme, no Festival de Brasília, por Tudo Bem (1978).

## Livros
- Os canibais estão na sala de jantar (Editora Siciliano, 1993)
- Sanduíches de Realidade (Editora Objetiva, 1997)
- A invasão das Salsichas Gigantes (Editora Objetiva, 2001)
- Amor É Prosa, Sexo É Poesia (Editora Objetiva, 2004)
- Pornopolítica (Editora Objetiva, 2006)
- Eu Sei Que Vou Te Amar (Editora Objetiva, 2007)
- Amigos Ouvintes (Editora Globo, 2009) – coletânea de comentários gravados para a Rádio CBN
- O Malabarista - Os Melhores Textos de Arnaldo Jabor (Editora Objetiva, 2014)